# Pauleta
Pedro Miguel Carreiro Resendes (n. 28 aprilie 1973, Ponta Delgada, Azores (NUTS 1)⁠(d), Portugalia), cunoscut ca Pauleta, este un fost fotbalist portughez care a jucat pe postul de atacant.

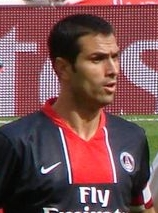
Pauleta la PSG în 2007

## Palmares

### Club
- Campion:

Deportivo
- La Liga: 1999–00

Bordeaux
- Coupe de la Ligue: 2001–02

Paris SG
- Coupe de France: 2003–04, 2005–06
- Coupe de la Ligue: 2007–08

### Națională
- Campionatul European de Fotbal: finalist UEFA Euro 2004

### Ordine și medalii
- Medalia Meritului, Order of the Immaculate Conception of Vila Viçosa (House of Braganza)[1]

## Statistici carieră

### Internațional
| Echipa națională | An    | Amicale | Amicale | Oficiale | Oficiale | Total | Total  | Goluri per meci |
| Echipa națională | An    | App     | Goluri  | App      | Goluri   | App   | Goluri | Goluri per meci |
| ---------------- | ----- | ------- | ------- | -------- | -------- | ----- | ------ | --------------- |
| Portugalia       | 1997  | 0       | 0       | 3        | 0        | 3     | 0      | 0               |
| Portugalia       | 1998  | 1       | 0       | 0        | 0        | 1     | 0      | 0               |
| Portugalia       | 1999  | 2       | 1       | 5        | 2        | 7     | 3      | 0.429           |
| Portugalia       | 2000  | 5       | 1       | 4        | 1        | 9     | 2      | 0.222           |
| Portugalia       | 2001  | 3       | 0       | 7        | 7        | 10    | 7      | 0.7             |
| Portugalia       | 2002  | 8       | 4       | 3        | 3        | 11    | 7      | 0.636           |
| Portugalia       | 2003  | 12      | 8       | 0        | 0        | 12    | 8      | 0.667           |
| Portugalia       | 2004  | 4       | 3       | 10       | 6        | 14    | 9      | 0.643           |
| Portugalia       | 2005  | 5       | 2       | 7        | 5        | 12    | 7      | 0.583           |
| Portugalia       | 2006  | 3       | 3       | 6        | 1        | 9     | 4      | 0.444           |
| Portugalia       | Total | 43      | 22      | 45       | 25       | 88    | 47     | 0.534           |

### Club
| Club                         | Ligă             | Sezon        | Ligă | Ligă   | Cupa | Cupa   | Cupa Ligii | Cupa Ligii | Europa | Europa | Total | Total  |
| Club                         | Ligă             | Sezon        | Ap.  | Goluri | Ap.  | Goluri | Ap.        | Goluri     | Ap.    | Goluri | Ap.   | Goluri |
| ---------------------------- | ---------------- | ------------ | ---- | ------ | ---- | ------ | ---------- | ---------- | ------ | ------ | ----- | ------ |
| Estoril                      | Liga de Honra    | 1995–96      | 30   | 19     |      |        | -          | -          | -      | -      |       |        |
| Estoril                      | Liga de Honra    | Total        | 30   | 19     |      |        | -          | -          | -      | -      |       |        |
| Salamanca                    | Segunda División | 1996–97      | 37   | 19     |      |        | -          | -          | -      | -      |       |        |
| Salamanca                    | La Liga          | 1997–98      | 34   | 15     |      |        | -          | -          | -      | -      |       |        |
| Salamanca                    | La Liga          | Total        | 64   | 34     |      |        | -          | -          | -      | -      |       |        |
| Deportivo                    | La Liga          | 1998–99      | 28   | 10     | 3    | 1      | -          | -          | -      | -      | 31    | 11     |
| Deportivo                    | La Liga          | 1999–2000    | 30   | 8      | 3    | 0      | -          | -          | 5      | 3      | 38    | 11     |
| Deportivo                    | La Liga          | Total        | 58   | 18     | 6    | 1      | -          | -          | 5      | 3      | 69    | 22     |
| Bordeaux                     | Ligue 1          | 2000–01      | 28   | 20     | 1    | 3      | 1          | 0          | 7      | 3      | 37    | 26     |
| Bordeaux                     | Ligue 1          | 2001–02      | 33   | 22     | 2    | 4      | 4          | 4          | 6      | 5      | 45    | 35     |
| Bordeaux                     | Ligue 1          | 2002–03      | 37   | 23     | 5    | 5      | 2          | 1          | 4      | 1      | 48    | 30     |
| Bordeaux                     | Ligue 1          | Total        | 98   | 65     | 8    | 12     | 7          | 5          | 17     | 9      | 130   | 91     |
| Paris SG                     | Ligue 1          | 2003–04      | 37   | 18     | 6    | 5      | 0          | 0          | -      | -      | 43    | 23     |
| Paris SG                     | Ligue 1          | 2004–05      | 35   | 14     | 3    | 4      | 0          | 0          | 6      | 1      | 45    | 19     |
| Paris SG                     | Ligue 1          | 2005–06      | 36   | 21     | 6    | 5      | 2          | 2          | -      | -      | 44    | 28     |
| Paris SG                     | Ligue 1          | 2006–07      | 33   | 15     | 3    | 1      | 1          | 2          | 9      | 6      | 46    | 24     |
| Paris SG                     | Ligue 1          | 2007–08      | 27   | 8      | 2    | 1      | 5          | 6          | -      | -      | 34    | 15     |
| Paris SG                     | Ligue 1          | Total        | 168  | 76     | 20   | 16     | 9          | 10         | 15     | 7      | 212   | 109    |
| Career total                 | Career total     | Career total | 418  | 212    |      |        | 16         | 15         | 37     | 19     | 411   | 222    |
| Last Update: 22 aprilie 2009 |                  |              |      |        |      |        |            |            |        |        |       |        |

## Goluri internaționale
| #  | Dată               | Stadion                                                   | Adversar      | Scor | Rezultat | Competiție                                             |
| -- | ------------------ | --------------------------------------------------------- | ------------- | ---- | -------- | ------------------------------------------------------ |
| 1  | 26 martie 1999     | Estádio D. Afonso Henriques (1965), Guimarães, Portugalia | Azerbaidjan   | 6–0  | 7–0      | Preliminariile Campionatului European de Fotbal 2000   |
| 2  | 26 martie 1999     | Estádio D. Afonso Henriques (1965), Guimarães, Portugalia | Azerbaidjan   | 7–0  | 7–0      | Preliminariile Campionatului European de Fotbal 2000   |
| 3  | 18 august 1999     | Estádio Nacional, Lisabona, Portugalia                    | Andorra       | 4–0  | 4–0      | Meci amical                                            |
| 4  | 16 august 2000     | Estádio do Fontelo, Viseu, Portugalia                     | Lituania      | 5–1  | 5–1      | Meci amical                                            |
| 5  | 11 octombrie 2000  | De Kuip, Rotterdam, Țările de Jos                         | Țările de Jos | 0–2  | 0–2      | Calificările pentru Campionatul Mondial de Fotbal 2002 |
| 6  | 28 ianuarie 2001   | Estádio dos Barreiros, Funchal, Portugalia                | Andorra       | 2–0  | 3–0      | Calificările pentru Campionatul Mondial de Fotbal 2002 |
| 7  | 28 martie 2001     | Estádio das Antas, Porto, Portugalia                      | Țările de Jos | 1–2  | 2–2      | Calificările pentru Campionatul Mondial de Fotbal 2002 |
| 8  | 6 iunie 2001       | Estádio José Alvalade (1956), Lisabona, Portugalia        | Cipru         | 1–0  | 6–0      | Calificările pentru Campionatul Mondial de Fotbal 2002 |
| 9  | 6 iunie 2001       | Estádio José Alvalade (1956), Lisabona, Portugalia        | Cipru         | 4–0  | 6–0      | Calificările pentru Campionatul Mondial de Fotbal 2002 |
| 10 | 1 septembrie 2001  | Camp d'Esports, Lleida, Spania                            | Andorra       | 0–2  | 1–7      | Calificările pentru Campionatul Mondial de Fotbal 2002 |
| 11 | 5 septembrie 2001  | Antonis Papadopoulos Stadium, Larnaca, Cipru              | Cipru         | 1–2  | 1–3      | Calificările pentru Campionatul Mondial de Fotbal 2002 |
| 12 | 6 octombrie 2001   | Estádio da Luz (1954), Lisabona, Portugalia               | Estonia       | 3–0  | 5–0      | Calificările pentru Campionatul Mondial de Fotbal 2002 |
| 13 | 25 mai 2002        | Estádio Campo Desportivo, Taipa, China                    | China         | 0–2  | 0–2      | Meci amical                                            |
| 14 | 10 iunie 2002      | Jeonju World Cup Stadium, Jeonju, Coreea de Sud           | Polonia       | 1–0  | 4–0      | Campionatul Mondial de Fotbal 2002                     |
| 15 | 10 iunie 2002      | Jeonju World Cup Stadium, Jeonju, Coreea de Sud           | Polonia       | 2–0  | 4–0      | Campionatul Mondial de Fotbal 2002                     |
| 16 | 10 iunie 2002      | Jeonju World Cup Stadium, Jeonju, Coreea de Sud           | Polonia       | 3–0  | 4–0      | Campionatul Mondial de Fotbal 2002                     |
| 17 | 12 octombrie 2002  | Estádio do Restelo, Lisabona, Portugalia                  | Tunisia       | 1–0  | 1–1      | Meci amical                                            |
| 18 | 20 noiembrie 2002  | Estádio Primeiro de Maio, Braga, Portugalia               | Scoția        | 1–0  | 2–0      | Meci amical                                            |
| 19 | 20 noiembrie 2002  | Estádio Primeiro de Maio, Braga, Portugalia               | Scoția        | 2–0  | 2–0      | Meci amical                                            |
| 20 | 29 martie 2003     | Estádio das Antas, Porto, Portugalia                      | Brazilia      | 1–0  | 2–1      | Meci amical                                            |
| 21 | 10 septembrie 2003 | Ullevaal Stadion, Oslo, Norvegia                          | Norvegia      | 0–1  | 0–1      | Meci amical                                            |
| 22 | 11 octombrie 2003  | Estádio do Restelo, Lisabona, Portugalia                  | Albania       | 4–2  | 5–3      | Meci amical                                            |
| 23 | 15 noiembrie 2003  | Estádio Municipal de Aveiro, Aveiro, Portugalia           | Grecia        | 1–1  | 1–1      | Meci amical                                            |
| 24 | 19 noiembrie 2003  | Estádio Dr. Magalhães Pessoa, Leiria, Portugalia          | Kuweit        | 1–0  | 8–0      | Meci amical                                            |
| 25 | 19 noiembrie 2003  | Estádio Dr. Magalhães Pessoa, Leiria, Portugalia          | Kuweit        | 2–0  | 8–0      | Meci amical                                            |
| 26 | 19 noiembrie 2003  | Estádio Dr. Magalhães Pessoa, Leiria, Portugalia          | Kuweit        | 4–0  | 8–0      | Meci amical                                            |
| 27 | 19 noiembrie 2003  | Estádio Dr. Magalhães Pessoa, Leiria, Portugalia          | Kuweit        | 5–0  | 8–0      | Meci amical                                            |
| 28 | 18 februarie 2004  | Estádio do Algarve, Faro, Portugalia                      | Anglia        | 1–1  | 1–1      | Meci amical                                            |
| 29 | 28 aprilie 2004    | Estádio Cidade de Coimbra, Coimbra, Portugalia            | Suedia        | 1–1  | 2–2      | Meci amical                                            |
| 30 | 5 iunie 2004       | Estádio do Bonfim, Setúbal, Portugalia                    | Lituania      | 2–0  | 4–1      | Meci amical                                            |
| 31 | 4 septembrie 2004  | Skonto Stadium, Riga, Letonia                             | Letonia       | 0–2  | 0–2      | Calificările pentru Campionatul Mondial de Fotbal 2006 |
| 32 | 8 septembrie 2004  | Estádio Dr. Magalhães Pessoa, Leiria, Portugalia          | Estonia       | 3–0  | 4–0      | Calificările pentru Campionatul Mondial de Fotbal 2006 |
| 33 | 9 octombrie 2004   | Rheinpark Stadion, Vaduz, Liechtenstein                   | Liechtenstein | 0–1  | 2–2      | Calificările pentru Campionatul Mondial de Fotbal 2006 |
| 34 | 13 octombrie 2004  | Estádio José Alvalade, Lisabona, Portugalia               | Rusia         | 1–0  | 7–1      | Calificările pentru Campionatul Mondial de Fotbal 2006 |
| 35 | 17 noiembrie 2004  | Stade Josy Barthel, Luxemburg (oraș), Luxemburg           | Luxemburg     | 0–4  | 0–5      | Calificările pentru Campionatul Mondial de Fotbal 2006 |
| 36 | 17 noiembrie 2004  | Stade Josy Barthel, Luxemburg (oraș), Luxemburg           | Luxemburg     | 0–5  | 0–5      | Calificările pentru Campionatul Mondial de Fotbal 2006 |
| 37 | 26 martie 2005     | Estádio Cidade de Barcelos, Barcelos, Portugalia          | Canada        | 2–0  | 4–1      | Meci amical                                            |
| 38 | 3 septembrie 2005  | Estádio do Algarve, Faro, Portugalia                      | Luxemburg     | 3–0  | 6–0      | Calificările pentru Campionatul Mondial de Fotbal 2006 |
| 39 | 3 septembrie 2005  | Estádio do Algarve, Faro, Portugalia                      | Luxemburg     | 4–0  | 6–0      | Calificările pentru Campionatul Mondial de Fotbal 2006 |
| 40 | 8 octombrie 2005   | Estádio Municipal de Aveiro, Aveiro, Portugalia           | Liechtenstein | 1–1  | 2–1      | Calificările pentru Campionatul Mondial de Fotbal 2006 |
| 41 | 12 octombrie 2005  | Estádio do Dragão, Porto, Portugalia                      | Letonia       | 1–0  | 3–0      | Calificările pentru Campionatul Mondial de Fotbal 2006 |
| 42 | 12 octombrie 2005  | Estádio do Dragão, Porto, Portugalia                      | Letonia       | 2–0  | 3–0      | Calificările pentru Campionatul Mondial de Fotbal 2006 |
| 43 | 12 noiembrie 2005  | Estádio Cidade de Coimbra, Coimbra, Portugalia            | Croația       | 2–0  | 2–0      | Meci amical                                            |
| 44 | 27 mai 2006        | Complexo Desportivo de Évora, Évora, Portugalia           | Capul Verde   | 1–0  | 4–1      | Meci amical                                            |
| 45 | 27 mai 2006        | Complexo Desportivo de Évora, Évora, Portugalia           | Capul Verde   | 2–1  | 4–1      | Meci amical                                            |
| 46 | 27 mai 2006        | Complexo Desportivo de Évora, Évora, Portugalia           | Capul Verde   | 4–1  | 4–1      | Meci amical                                            |
| 47 | 11 iunie 2006      | RheinEnergieStadion, Köln, Germania                       | Angola        | 1–0  | 1–0      | Campionatul Mondial de Fotbal 2006                     |